# Pilumnus floridanus
Pilumnus floridanus är en kräftdjursart som beskrevs av William Stimpson 1871. Pilumnus floridanus ingår i släktet Pilumnus och familjen Pilumnidae. Inga underarter finns listade i Catalogue of Life.